# Kami, Kōchi
Kami (香美市 Kami-shi) là một thành phố thuộc tỉnh Kōchi, Nhật Bản.